# Théâtre dramatique de Nijni Novgorod
Pour les articles homonymes, voir Théâtre Maxime Gorki (homonymie).
Le théâtre académique dramatique Gorki de Nijni Novgorod (Нижегородский государственный академический театр драмы имени М. Горького) est la salle principale de théâtre de la ville de Nijni Novgorod (Russie). L'édifice actuel a été construit en 1896 selon les plans de Viktor Schröter, remplaçant un autre bâtiment situé ailleurs de 1855. L'histoire du théâtre à Nijni Novgorod remonte à 1798, lorsque le prince Chakhovskoï organisa une troupe de théâtre et ouvrit au public son propre théâtre, le 7 février suivant, avec la représentation de la pièce de Fonvizine, Le Choix du gouverneur. L'édifice actuel est l'héritier de cette histoire. Le théâtre dramatique de Nijni Novgorod reçoit le nom de Maxime Gorki en 1948 et il est décoré de l'ordre du Drapeau rouge du Travail pour le jubilé de ses 150 ans, en 1949. Son directeur général est M. Boris Kaïnov et son directeur artistique, M. Gueorgui Demourov.

## Historique

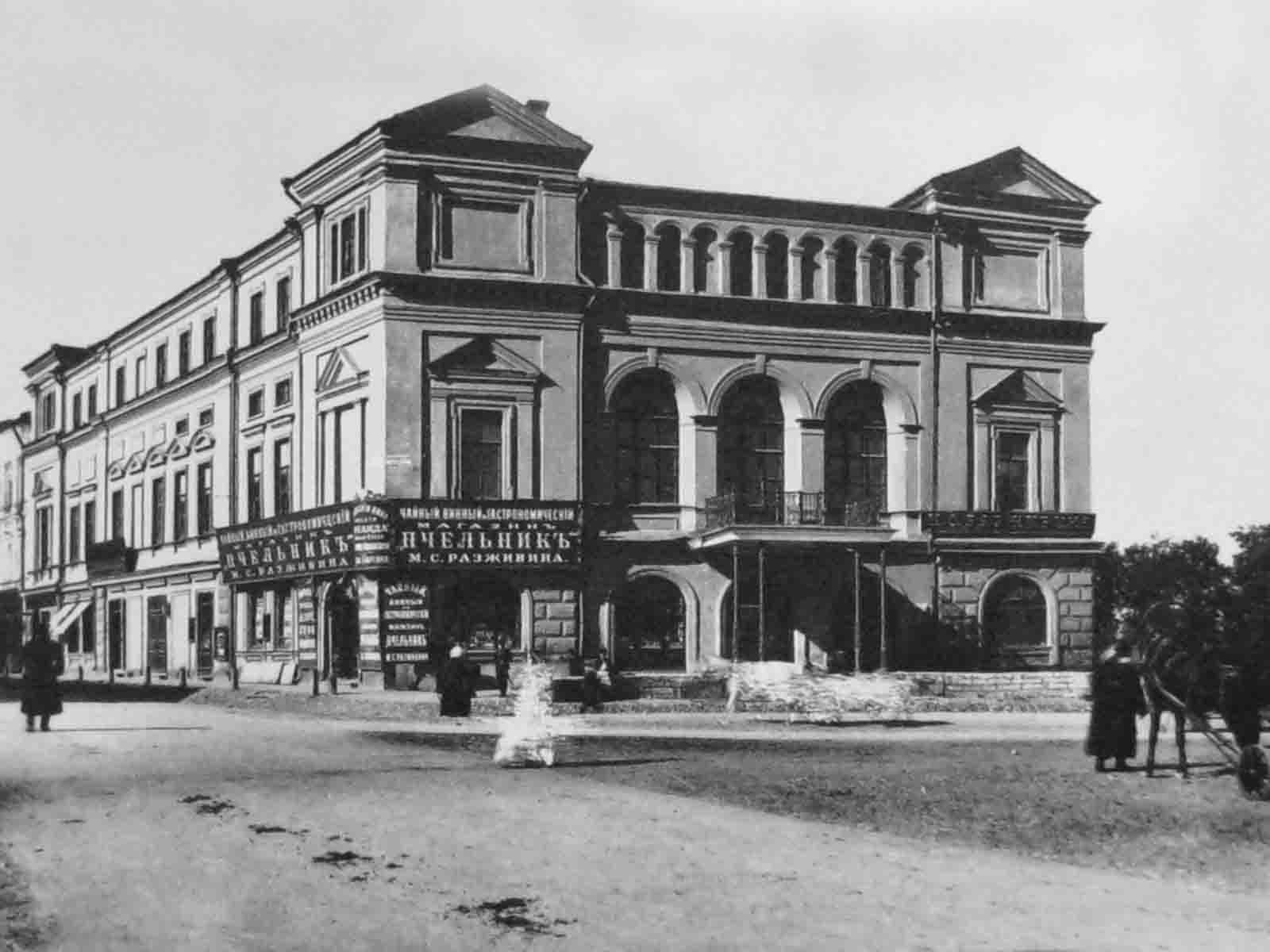
L'ancien théâtre de la maison Bourgov dans les années 1890

C'est en 1798 que le prince Nikolaï Grigorievitch Chakhovskoï s'installant à Nijni Novgorod y fait venir sa troupe de théâtre composée de serfs de son domaine. Il donne une première représentation publique le 7 février 1799 dans un théâtre de bois situé dans une des maisons du prince en ville. On y donne des pièces du répertoire classique, ainsi que des opéras et des opérettes. À la mort du prince en 1824, ses héritiers délaissent le théâtre et il faut attendre 1827 pour que le théâtre (ainsi que sa troupe et ses décors) soit racheté par Klimov et I. A. Raspoutine. Dans les années 1840, il baisse de qualité et il brûle en 1853. Un nouveau théâtre ouvre ses portes en 1855 dans une partie d'un édifice loué sur la place de l'Annonciation (aujourd'hui place de Minine et Pojarski) à la maison du riche marchand Bougrov. Le conseil municipal (dirigé par le petit-fils de Bougrov) décide de la construction d'un nouveau théâtre à la fin du siècle.

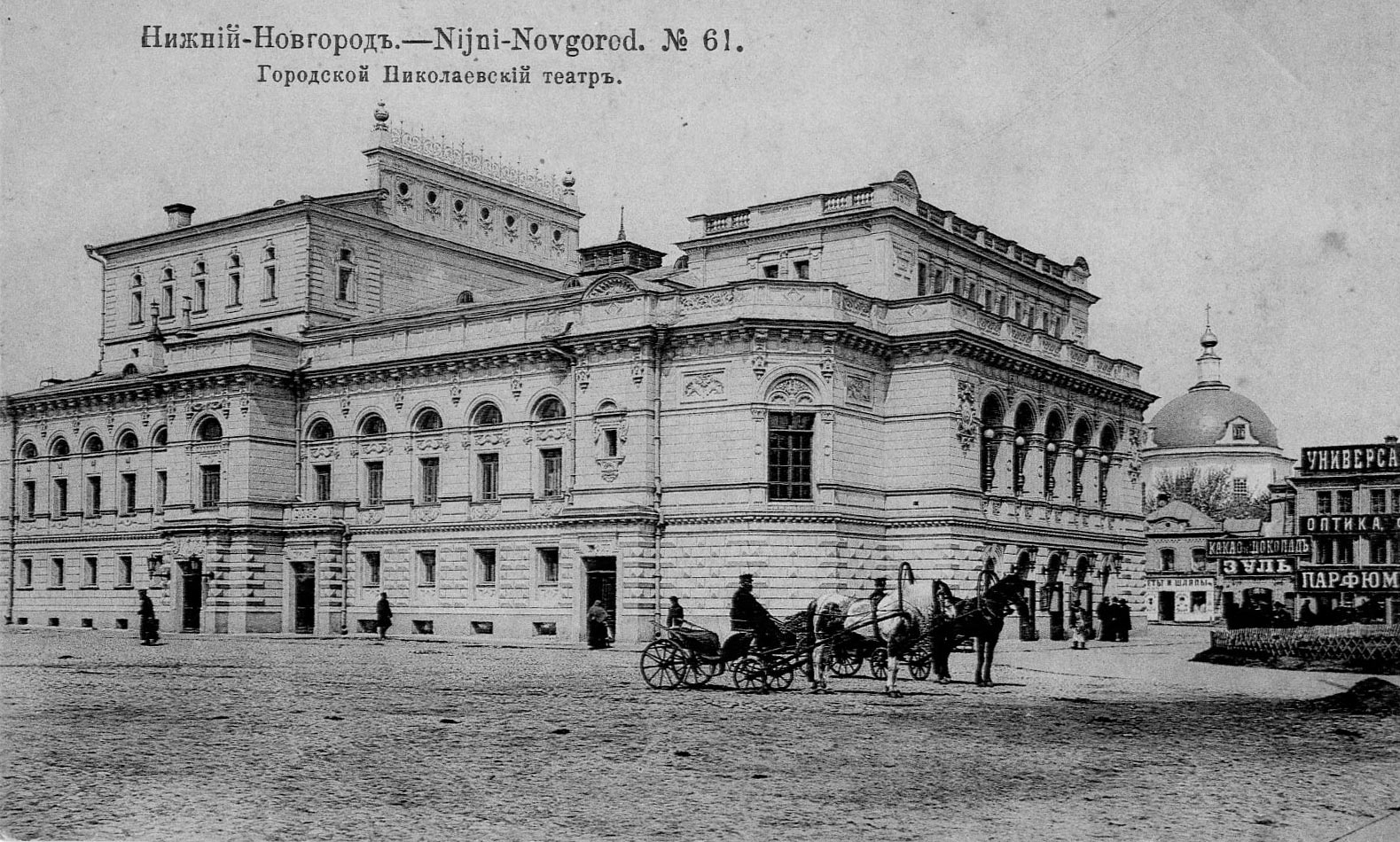
Le théâtre Nicolas en 1913

La première pierre est posée en 1894 et le nouveau théâtre, construit selon les plans de Viktor Schröter par Pavel Malinovski, est inauguré rue Bolchaïa Pokrovskaïa (en français grande rue de l'Intercession), principale artère commerçante de la ville, le 15 mai 1896, jour du couronnement de Nicolas II et de son épouse. On y donne un spectacle de gala avec Une vie pour le tsar de Glinka. Le théâtre reçoit alors le nom de théâtre Nicolas, nom qu'il garde jusqu'en 1917. La saison théâtrale ouvre en septembre suivant avec une troupe dirigée par Nikolaï Sobolchtchikov-Samarine (1868-1945), jusqu'en 1899. Outre les acteurs de la troupe, de grands acteurs de l'époque s'y produisent en tournée, comme Mikhaïl Chtchepkine, Maria Iermolova, Véra Kommissarjevskaïa, Vladimir Davydov ou Constantin Stanislavski. Sobolchtchikov-Samarine retourne à Nijni-Novgorod en 1924 et, jusqu'à la fin de sa vie, il donne une véritable impulsion à l'histoire théâtrale de la ville en s'inspirant des méthodes de Stanislavski. De 1928 à 1945, ce sont 191 nouveaux spectacles qui sont montés, dont 102 d'auteurs soviétiques, 62 du répertoire classique russe, 22 du répertoire classique européen et 5 du répertoire contemporain étranger. Le répertoire de Maxime Gorki (Gorki devient le nom de la ville de Nijni Novgorod sous l'ère soviétique), natif de la ville, y est naturellement privilégié. Le théâtre prend le nom de théâtre Gorki en 1948. C'est le seul théâtre où toutes les pièces de Gorki ont été jouées sans exception depuis 1901, ainsi que des adaptations scéniques de ses récits.
Meyer Herscht (1908-1989) est le régisseur principal du théâtre de 1956 à 1962. Les acteurs de l'époque mettent en avant une conception plus psychologique des rôles sous sa direction. Le théâtre reçoit le titre de théâtre académique en 1968.
Aujourd'hui la troupe interprète aussi bien le répertoire classique (russe ou étranger) que contemporain. On y joue pour la saison de 2012 par exemple Le Malade imaginaire de Molière, Le Pain d'autrui de Tourgueniev, ou La Bonne Anna de Marc Camoletti. Elle part en tournée une fois par an dans une autre ville de Russie et participe aux principaux festivals théâtraux du pays.

## Répertoire
Parmi les pièces du répertoire du théâtre dramatique de Nijni Novgorod, l'on peut distinguer les pièces suivantes entrées récemment à son répertoire: Les Épousailles de Gogol, Le plus malin s'y laisse prendre d'Ostrovski; Oncle Vania de Tchékhov; Egor Boulytchov et les autres de Gorki; Fausse monnaie de Gorki; Une histoire d'Irkoutsk d'Alexeï Arbouzov; L'Île des péchés (traduction de la pièce d'Ugo Betti Delitto all'isola delle capre); Un chauffeur de taxi trop marié (traduction de la pièce de Ray Cooney Run for Your Wife).